# Condeúba
Condeúba är en kommun i Brasilien.   Den ligger i delstaten Bahia, i den östra delen av landet, 600 km öster om huvudstaden Brasília. Antalet invånare är 16 888.
Omgivningarna runt Condeúba är huvudsakligen savann. Runt Condeúba är det glesbefolkat, med 16 invånare per kvadratkilometer.